# Cratere Apollodorus
Apollodorus  è un cratere sulla superficie di Mercurio.